# Manufactura de células CAR-T
La manufactura de células CAR-T se refiere al proceso de producción de células CAR-T (receptores de antígenos quiméricos), una forma avanzada de terapia celular utilizada principalmente en el tratamiento de ciertos tipos de cánceres hematológicos como la leucemia linfoblástica aguda y el linfoma de células B.

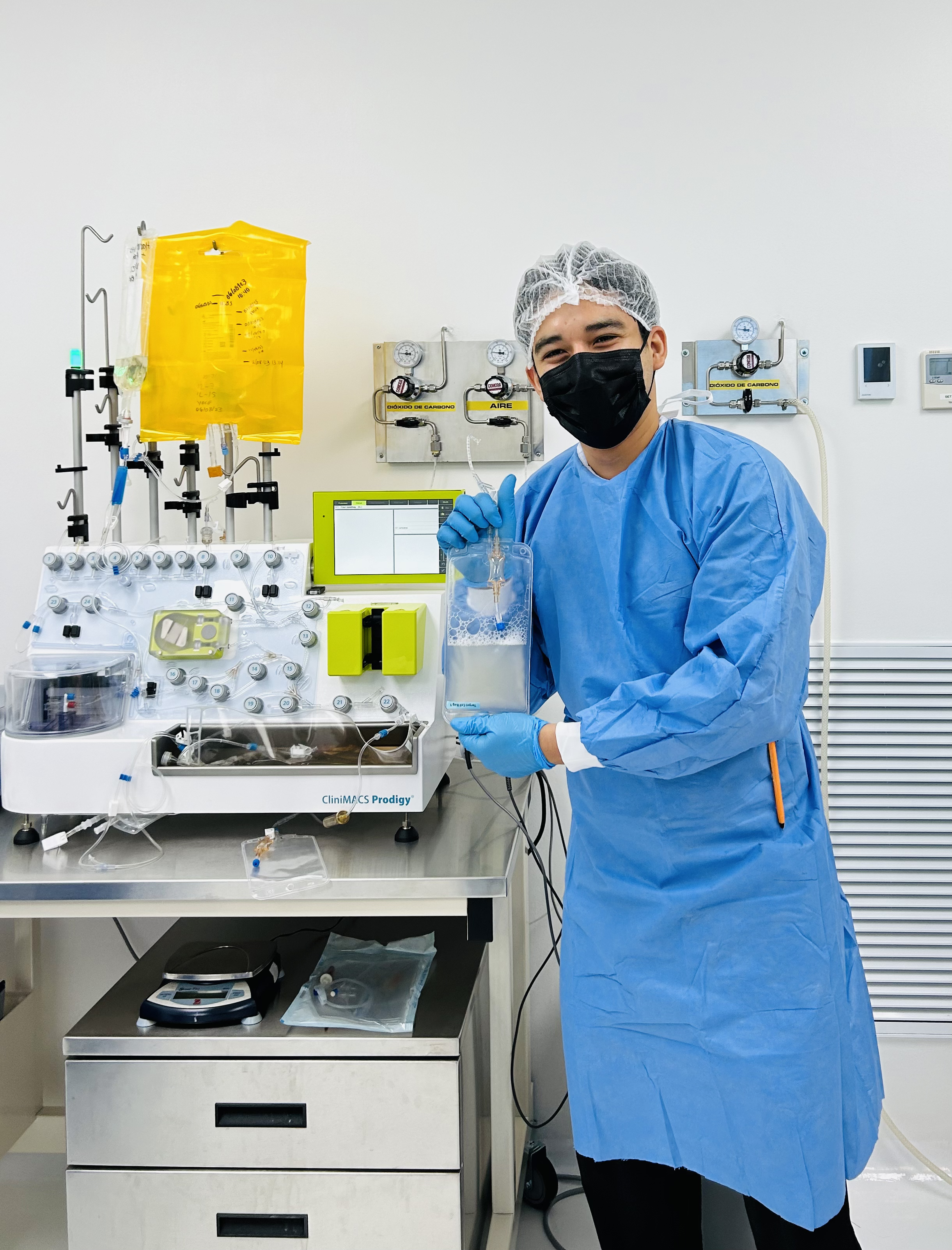
Proceso de manufactura de células CAR-T realizado en México por Yair Omar Chávez Estrada.

## Proceso de manufactura
La manufactura de células CAR-T implica varios pasos críticos que aseguran la calidad, seguridad y eficacia del producto final.

### 1. Recolección de células T
El proceso de manufactura de células CAR-T inicia con la recolección de linfocitos T del propio paciente o de un donante compatible. Este procedimiento se lleva a cabo mediante una técnica conocida como aféresis, que permite la separación selectiva de las células mononucleares de la sangre periférica. Durante la aféresis, la sangre del paciente circula a través de una máquina que separa los linfocitos T, mientras que el resto de los componentes sanguíneos se devuelven al cuerpo.
La duración del procedimiento puede variar entre 2 y 4 horas, dependiendo del volumen sanguíneo del paciente y la cantidad de células requeridas. Tras la recolección, las células T se transportan a un laboratorio especializado donde se someten a modificaciones genéticas para expresar el receptor quimérico de antígeno (CAR).

### 2. Modificación genética
Las células T recolectadas son modificadas genéticamente en el laboratorio mediante el uso de vectores virales, como los lentivirus o retrovirus. Estos vectores introducen en el genoma de las células T el gen que codifica el receptor quimérico de antígeno (CAR). Este receptor combina dominios de reconocimiento de antígenos derivados de anticuerpos con dominios de señalización intracelular de las células T, permitiendo así una activación robusta y específica.
El receptor CAR está diseñado para identificar antígenos específicos en la superficie de las células cancerígenas. En el caso de las terapias CAR-T dirigidas contra leucemias y linfomas, el objetivo principal es el antígeno CD19, presente en las células B malignas. Esta modificación genética dota a las células T de la capacidad de reconocer y destruir selectivamente las células tumorales que expresan dicho antígeno.
El proceso de transducción se realiza en condiciones controladas, utilizando medios de cultivo especiales y factores de crecimiento que favorecen la proliferación celular sin comprometer la viabilidad de las células T modificadas.

### 3. Expansión celular
Después de la modificación genética, las células T que expresan el receptor quimérico de antígeno (CAR) se cultivan en condiciones estrictamente controladas en el laboratorio. Este proceso de expansión celular busca incrementar la cantidad de células CAR-T hasta obtener un número adecuado para su infusión terapéutica en el paciente.
El cultivo se realiza en biorreactores o bolsas de cultivo celular, utilizando medios especializados enriquecidos con citoquinas como la interleucina-2 (IL-2), que favorecen la proliferación y supervivencia de las células T. Durante esta fase, las células se monitorean continuamente para evaluar su viabilidad, pureza, y la expresión del receptor CAR, asegurando que cumplan con los estándares de calidad requeridos para uso clínico.
El proceso puede durar entre 7 y 14 días, dependiendo del protocolo utilizado y de la respuesta de las células. Al finalizar, las células CAR-T son recolectadas, lavadas y preparadas para su infusión en el paciente, asegurando que la dosis final cumpla con los criterios de seguridad y eficacia.

### 4. Control de calidad
Antes de ser administradas al paciente, las células CAR-T deben someterse a pruebas de control de calidad para asegurar su viabilidad, pureza, potencia y esterilidad. Este proceso es esencial para garantizar que el producto celular sea seguro y eficaz para uso clínico.
La viabilidad celular se evalúa mediante colorantes vitales como el azul de tripano o el 7-AAD, para confirmar que un alto porcentaje de las células están vivas al momento de la infusión.
La pureza se analiza midiendo la proporción de células CAR-T en relación con otros tipos celulares, mediante citometría de flujo utilizando anticuerpos específicos contra CD3 y el receptor CAR.
La potencia se determina a través de ensayos funcionales que evalúan la capacidad de las células CAR-T para reconocer y destruir células diana que expresan el antígeno CD19. Estas pruebas incluyen ensayos de citotoxicidad in vitro y la medición de citoquinas como IFN-γ e IL-2.
La esterilidad se verifica mediante pruebas microbiológicas que descartan la presencia de bacterias, hongos o micoplasmas. Además, se evalúa la ausencia de endotoxinas utilizando el ensayo de lisado de amebocitos de Limulus (LAL).
La identidad genética se confirma mediante técnicas de biología molecular, como la reacción en cadena de la polimerasa (PCR) y la secuenciación, para garantizar la correcta inserción del gen del receptor CAR.
El cumplimiento de estos estándares de calidad es fundamental para la aprobación regulatoria y la seguridad del paciente.

### 5. Infusión al paciente
Una vez completados los procesos de modificación genética, expansión y control de calidad, las células CAR-T están listas para ser infundidas nuevamente en el paciente. Este procedimiento se realiza en un entorno hospitalario especializado debido al riesgo de efectos adversos potencialmente graves.
Antes de la infusión, el paciente suele someterse a un régimen de quimioterapia linfodepletora. Este tratamiento previo reduce temporalmente el número de linfocitos en el cuerpo, creando un entorno más favorable para la expansión y persistencia de las células CAR-T una vez infundidas. Los fármacos más comúnmente utilizados en este régimen incluyen fludarabina y ciclofosfamida.
La infusión de las células CAR-T es similar a una transfusión de sangre y generalmente dura entre 30 minutos y 2 horas, dependiendo del volumen y la concentración celular. Tras la infusión, el paciente es monitoreado de cerca para detectar posibles efectos adversos, como el síndrome de liberación de citoquinas (CRS) y la neurotoxicidad asociada a las células CAR-T (ICANS).
La respuesta clínica puede observarse en días o semanas, con muchos pacientes experimentando una reducción significativa de la carga tumoral o incluso remisiones completas. Sin embargo, el seguimiento a largo plazo es esencial para evaluar la durabilidad de la respuesta y la aparición de posibles efectos secundarios tardíos.

## Buenas Prácticas de Manufactura (GMP)
La manufactura de células CAR-T se lleva a cabo bajo estrictas regulaciones de Buenas Prácticas de Manufactura (GMP, por sus siglas en inglés), que garantizan la seguridad, pureza y eficacia del producto celular para su uso clínico. Estas normativas son fundamentales en la fabricación de productos de terapia avanzada, ya que aseguran la reproducibilidad y calidad de los tratamientos.
Las GMP abarcan diversos aspectos del proceso de manufactura, incluyendo:
Control de materiales: Todos los insumos utilizados, desde medios de cultivo hasta vectores virales, deben cumplir con estándares de calidad definidos. Se requiere documentación detallada del origen y la trazabilidad de cada material.
Validación de procesos: Cada etapa del proceso de manufactura, desde la recolección de células hasta el control de calidad, debe ser validada para demostrar que produce resultados consistentes y dentro de los parámetros establecidos.
Capacitación del personal: El personal involucrado en la producción de células CAR-T debe estar altamente capacitado y seguir protocolos estandarizados para minimizar el riesgo de errores humanos.
Control del entorno de producción: Las instalaciones deben cumplir con condiciones ambientales controladas, como áreas limpias con clasificación ISO específica, monitoreo de partículas en el aire, y control de temperatura y humedad. Además, se implementan procedimientos estrictos de limpieza y esterilización.
Documentación y trazabilidad: Se requiere un registro exhaustivo de cada lote producido, incluyendo detalles del proceso, controles de calidad, y cualquier desviación detectada. Esto asegura la trazabilidad completa desde la materia prima hasta el paciente.
Liberación del producto: Antes de que las células CAR-T sean liberadas para uso clínico, deben pasar todas las pruebas de control de calidad y ser aprobadas por un responsable autorizado en cumplimiento con las normativas regulatorias.
El cumplimiento de las GMP es esencial para la autorización regulatoria por parte de agencias como la FDA en Estados Unidos o la EMA en Europa, y es un requisito indispensable para garantizar la seguridad de los pacientes que reciben estas terapias.

## Retos y avances
La manufactura de células CAR-T presenta múltiples desafíos que limitan su disponibilidad y accesibilidad a nivel global. Sin embargo, los avances tecnológicos y científicos están contribuyendo a superar estas barreras, ampliando el alcance de estas terapias innovadoras.

### Retos
Uno de los principales retos es el costo elevado de la terapia. La fabricación personalizada de células CAR-T, que implica la recolección, modificación genética y expansión celular de cada paciente, requiere una infraestructura sofisticada y personal altamente capacitado. Esto resulta en costos que pueden superar los cientos de miles de dólares por tratamiento.
La complejidad del proceso de manufactura también representa un desafío. Cada etapa, desde la recolección de células hasta el control de calidad, debe realizarse en condiciones estrictamente controladas para garantizar la seguridad y eficacia del producto final. La necesidad de cumplir con las Buenas Prácticas de Manufactura (GMP) incrementa la complejidad logística y regulatoria.
Otro obstáculo importante es la infraestructura especializada. La manufactura de CAR-T requiere instalaciones de alta tecnología con áreas limpias certificadas, equipos de procesamiento celular avanzados y sistemas de monitoreo ambiental continuo. Esta infraestructura no está disponible en muchos centros médicos, lo que limita la expansión de estas terapias a nivel mundial.
Además, existen retos biológicos y clínicos, como la gestión de los efectos adversos graves, incluyendo el síndrome de liberación de citoquinas (CRS) y la neurotoxicidad (ICANS), así como la aparición de resistencia tumoral o recaídas en algunos pacientes.

### Avances
A pesar de estos desafíos, se han logrado avances significativos que están transformando el panorama de la terapia CAR-T. La automatización de los procesos de manufactura mediante sistemas cerrados y controlados ha reducido la variabilidad entre lotes y disminuido el riesgo de contaminación, al tiempo que ha mejorado la eficiencia y la escalabilidad del proceso.
La estandarización de los protocolos de producción también ha permitido mejorar la reproducibilidad y la calidad del producto final. Esto incluye el desarrollo de vectores virales más seguros y eficientes, así como la optimización de los medios de cultivo y las condiciones de expansión celular.
Otro avance importante es el desarrollo de plataformas de manufactura descentralizadas, que permiten la producción de células CAR-T en hospitales y centros de salud locales, en lugar de depender exclusivamente de instalaciones centralizadas. Esto reduce los tiempos de producción y mejora el acceso a la terapia en regiones con infraestructura limitada.
Además, la investigación en CAR-T alogénicas (células de donantes sanos en lugar de células autólogas del paciente) promete reducir significativamente los costos y tiempos de fabricación, facilitando el acceso a un mayor número de pacientes.
Estos avances están contribuyendo a hacer que las terapias CAR-T sean más accesibles y asequibles, ampliando su potencial para transformar el tratamiento de enfermedades hematológicas y otros tipos de cáncer.